# Irikkur
Irikkur es una ciudad censal situada en el distrito de Kannur en el estado de Kerala (India). Su población es de 13820 habitantes (2011). Se encuentra a 25 km de Kannur y a 94 km de Kozhikode.

## Demografía
Según el censo de 2011 la población de Irikkur era de 13820 habitantes, de los cuales 6690 eran hombres y 7130 eran mujeres. Irikkur tiene una tasa media de alfabetización del 92,03%, inferior a la media estatal del 94%: la alfabetización masculina es del 96,30%, y la alfabetización femenina del 88,08%.